# Friedrich August Wolf
Friedrich August Wolf (izgoviri: vólf), nemški filolog, * 15. februar 1759, Hainrode, † 8. avgust 1824, Marseille.
Wolf je utemeljitelj arheološke in samostojne, od teologije ločene filologije. Postavil je temelje t. i. klasični filologiji. Kot profesor je deloval na univerzi v Halleju in Berlinu. Proučeval je Iliado in Odisejo; njegova hipoteza trdi, da sta ti dve deli sinteza ljudskih pesmi. Z delom Prolegomena ad Homerum (1795) je utemeljil analitično obravnavanje homerskih pesnitev.